# طباعة حرارية
الطباعة الحرارية هي عملية طباعة رقمية تعتمد فكرة عملها على تسخين أجزاء معينة من الأوراق الحرارية (أوراق مطلية بمادة يتغير لونها عن تعرضها للحرارة) بتمريرها عبر رأس الطباعة الحرارية لإنتاج صورة مطبوعة. تتحول مادة الطلاء المتغلغلة في ورق الطباعة إلى اللون الأسود في المناطق التي تتعرض للحرارة، ما يؤدي لتكوين الصورة. توجد آلات طباعة حرارية ثنائية الألوان قادرة على طباعة اللون الأسود بالإضافة إلى لون آخر (الأحمر في العادة) عبر تعريض الورق للحرارة عند درجات حرارة مختلفة.
تختلف تلك الطريقة عن تقنية الطباعة بانتقال الحرارة التي تستخدم حزامًا حساسًا للحرارة عوضًا عن الورق الحراري، ولكن كلاهما يستخدم الرأس الحرارية ذاتها.

## التصميم
تتألف الطابعة الحرارية من المكونات الرئيسة الآتية:
- رأس حرارية: الأداة المسؤولة عن توليد الحرارة وطباعة الصورة على الورق.
- قرص الطابعة: أسطوانة مطاطية لسحب الورق وتمريره.
- زنبرك للضغط على الرأس الحرارية حتى تلامس الورق الحراري.

تتم عملية الطباعة بإدخال الورقة الحساسة للحرارة بين الرأس الحرارية وقرص الطابعة. ثم ترسل آلة الطباعة إشارة كهربية إلى الأجزاء الحرارية بداخل الرأس الحرارية؛ ما يؤدي إلى تولّد الحرارة. تنشط الحرارة طبقات الورقة الحساسة للحرارة التي يتغير لونها عند التسخين. تُعرف آلية الطباعة تلك بنظام الطباعة الحراري أو النظام المباشر. في العادة تُصمم الأجزاء الحرارية على هيئة خط مُكون من نقاط صغيرة متقاربة.
يُصنع الورق الحراري من ورق مُشبع بخليط صلب من صبغة ومادة رابطة مناسبة، على سبيل المثال: خليط من صبغة فلوران حساسة للحرارة وحمض الأوكتاديسل فوسفونيك. عند تسخين المادة الرابطة إلى درجة حرارة أعلى من درجة انصهارها تبدأ الصبغة في التفاعل مع الحمض حتى يتحول إلى صورته الملونة، وبعدها يحتفظ الحمض بحالته الملونة شبه المستقرة عندما تعود المادة الرابطة إلى حالتها الصلبة بسرعة كافية. تُعرف تلك العملية بالتلون الحراري.
تصل دقة رأس الطباعة الحرارية إلى 1,200 نقطة لكل بوصة.

## تطبيقات
تتميز الطابعات الحرارية بأداء أسرع وأكثر هدوءًا عند مقارنتها بالطابعة النقطية. وهي تتميز أيضًا بصغر حجمها وخفة وزنها وقلة استخدامها للطاقة، ما يجعلها أداة مثالية للمنتجات التجارية والأجهزة المتنقلة. تتميز الطابعات الحرارية ذات الأسطوانات بسهولة إعادة ملئها بالحبر. من بين الأمثلة على التطبيقات التجارية للطابعات الحرارية: مضخات محطات الوقود، وأكشاك الاستعلامات، وأنظمة نقاط البيع، وطابعات القسائم في ماكينات القمار، والملصقات المطبوعة عند الطلب التي توضع على طرود الشحن والبضائع، والسجلات الحية لشرائط النبض الخاصة بأجهزة مراقبة القلب.
أُتيحت الطابعات الحرارية للعديد من أنظمة الحاسوب الدقيق في أواخر العقد 1970 ومطلع العقد 1980، مثل طابعة آتاري 822 الخاصة بأنظمة الآتاري من فئة 8 بت، وطابعة أبل سايلنتايب الخاصة بحاسوب أبل 2، وطابعة ألفاكوم 32 الخاصة بحاسوب سنكلير زد إكس سبكتروم وزد إكس 81. اتسمت تلك الطابعات بمقاسات غير اعتيادية (مثل أسطوانات ألفاكوم 32 ذات عرض 10 سم)، وكانت تُستخدم بكثرة لطباعة سجلات دائمة للبيانات المُخزنة في الحواسيب (مثل الرسومات وقوائم البرامج… إلخ) وقليلًا ما كانت تستخدم بغرض المراسلة.
اعتمدت معظم آلات الفاكس خلال العقد 1990 على تقنية الطباعة الحرارية. ولكن مع بداية القرن الحادي والعشرين استُبدلت تلك التقنية بعدة بدائل أخرى مثل الطباعة بانتقال الحرارة والطباعة بالليزر ونافثات الحبر، ما أتاح استخدام الورق العادي في الطباعة. تتميز طابعات الإيصالات الحرارية بالسرعة العالية والكفاءة؛ ما يجعلها مناسبة في مجال البيع بالتجزئة.
ما تزال تقنية الطباعة الحرارية مُستخدمة بكثرة في تطبيقات استكشاف قيعان البحار والجيولوجيا الهندسية نظرًا إلى سرعتها وسهولة نقلها وقدرتها على طباعة صحيفة أو بكرة متصلة. تُستخدم الطابعات الحرارية عادةً في التطبيقات البحرية لطباعة سجلات سونار المسح الجانبي ومسح الاهتزازات الأرضية تحت قاع البحار لحظيًا. تُستخدم الطابعات الحرارية كذلك في معالجة البيانات لإنتاج نُسخ صلبة متصلة من سجلات المسح السيزمي أو المسح البحري المُخزنة بالصيغة الرقمية SEG Y أو XTF.
صدرت طابعة غيم بوي في عام 1998، وهي طابعة حرارية صغيرة مُخصصة لطباعة عناصر معينة من بعض ألعاب الفيديو الخاصة بمنصة غيم بوي.